# Levi Houkes
Levi Houkes (* 2. Oktober 1991 in Nijmegen) ist ein niederländischer Eishockeyspieler, der seit 2015 bei den Tilburg Trappers unter Vertrag steht, die als niederländische Mannschaft in der deutschen Oberliga Nord spielt.

## Karriere

### Clubs
Levi Houkes begann seine Karriere als Eishockeyspieler beim Krefelder EV auf der anderen Seite der deutsch-niederländischen Grenze, für den er bereits als 15-Jähriger in der Deutschen Nachwuchsliga debütierte. 2008 kehrte er in seine Heimatstadt zurück und spielte zwei Jahre bei den Nijmegen Devils in der Ehrendivision. Mit den Teufeln gewann er 2009 den niederländischen Pokalwettbewerb und ein Jahr später den Meistertitel des Landes. Trotz dieser Erfolge verließ er Nijmegen 2010 und spielte in den Folgejahren je eine Spielzeit in Den Haag, Eindhoven und erneut in Den Haag. Mit HYS The Hague gewann er 2011 den belgisch-niederländischen North Sea Cup und 2013 den Landesmeistertitel. Von 2013 bis 2015 stand er bei den Friesland Flyers aus Heerenveen auf dem Eis. Anschließend zog es ihn in zu den Tilburg Trappers, die seit 2015 an der deutschen Oberliga Nord teilnehmen. Mit dem Team aus der Provinz Nordbrabant konnte er 2016 auf Anhieb die Deutsche Oberligameisterschaft erringen. Ein Aufstieg in die DEL2 war Tilburg als niederländische Mannschaft jedoch nicht möglich.

### International
Für die Niederlande nahm Houkes an den Spielen der U18-Weltmeisterschaft in der Division II 2007 und 2009 und der Division I 2008 sowie den U20-Junioren-Weltmeisterschaften 2008, 2009, 2010 und 2011 jeweils in der Division II teil.
Bei der Weltmeisterschaft der Division I 2009 debütierte er für die Herren-Nationalmannschaft. Auch bei den Weltmeisterschaften 2010, 2011, 2012, 2013, 2014 und 2015 stand er für die Niederländer in der Division I auf dem Eis.
Bei der im November 2012 und Februar 2013 ausgetragenen Olympiaqualifikation für die Spiele in Sotschi 2014 spielte er ebenfalls für seine Farben. Die Niederländer konnten dabei zwar die erste Qualifikationsrunde nach Siegen gegen Kroatien,  Litauen sowie Gastgeber Ungarn überstehen, mussten dann aber in der entscheidenden zweiten Runde gegen Österreich, Deutschland und Italien deutliche Niederlagen hinnehmen.

## Erfolge und Auszeichnungen
- 2007 Aufstieg in die Division I bei der U18-Weltmeisterschaft der Division II, Gruppe B
- 2009 Niederländischer Pokalsieger mit den Nijmegen Devils
- 2010 Niederländischer Meister mit den Nijmegen Devils
- 2011 Gewinn des North Sea Cup mit HYS The Hague
- 2013 Niederländischer Meister mit HYS The Hague
- 2016 Deutscher Oberliga-Meister mit den Tilburg Trappers

## Statistik
(Stand: Ende der Spielzeit 2015/16)